# 4254 Kamél
A 4254 Kamél (ideiglenes jelöléssel 1985 UT3) a Naprendszer kisbolygóövében található aszteroida. Claes-Ingvar Lagerkvist fedezte fel 1985. október 24-én.